# Rzeźby plenerowe na Ratajach w Poznaniu
Rzeźby plenerowe na Ratajach w Poznaniu – rzeźby usytuowane na Ratajach (os. Piastowskie, Jagiellońskie, Rzeczypospolitej i Bohaterów II Wojny Światowej) i Chartowie (os. Lecha).

## Geneza i historia
Osiedla ratajskie na początku lat 70. stały się miejscem współdziałania Spółdzielni Mieszkaniowej „Osiedle Młodych” z poznańskim środowiskiem rzeźbiarskim.
W 1972 Spółdzielnia „Osiedle Młodych” zakupiła na plenerze rzeźbiarskim „Merkury 72” dwie prace: „Łucznika” Benedykta Kaszni i „Zabawy” Jerzego Sobocińskiego, które stanęły w tym samym roku na os. Piastowskim położonym na tzw. Dolnym Tarasie Rataj.
Spółdzielnia wystąpiła z propozycją do Związku Polskich Artystów Plastyków Okręgu Poznańskiego i Wydziału Kultury Prezydium Rady Narodowej Miasta Poznania, aby kolejną ekspozycję rzeźby plenerowej „Merkury 73” zorganizować na Ratajach. Motywowano to m.in. przebudową Kaponiery i związanym z nią brakiem miejsca na prezentację w pobliżu hotelu Merkury. Zgodnie z zawartym w lutym 1973 porozumieniem pomiędzy „Osiedlem Młodych” i Zarządem Okręgu ZPAP, do dnia 20 kwietnia 1973 członkowie Sekcji Rzeźby ZPAP Okręgu Poznańskiego przedstawili modele dzieł plenerowych przeznaczonych na ratajskie osiedla. Specjalnie powołana komisja artystyczna złożona z plastyków dokonała wyboru 17 prac czołowych rzeźbiarzy poznańskich, które w maju 1973 przedstawiono w Osiedlowym Domu Kultury „Na Skarpie” na os. Piastowskim w ramach pleneru rzeźbiarskiego „Rataje-73”. Kolejna komisja powołana przez Zarząd Spółdzielni w dniu 29 maja 1973 zakupiła i przeznaczyła do realizacji cztery rzeźby: „W przestrzeni” Anny Krzymańskiej (1973), „Pokój” Czesława Woźniaka (1974), „Kompozycja-otwieranie” Zuzanny Pawlickiej (1975) i „Spotkanie” („Duet”) Ireny Woch (1976). Jednocześnie komisja dokonała wizji lokalnej na terenie os. Piastowskiego i os. Jagiellońskiego, gdzie planowano ustawić zakupione prace. Ostateczne ich usytuowanie uzgodniono z autorami rzeźb, którzy w ciągu miesiąca zobowiązani byli podać propozycje szczegółowej lokalizacji i wielkości realizowanych rzeźb.
W maju 1974 w Osiedlowym Domu Kultury „Na Skarpie” odbyła się druga edycja pleneru rzeźbiarskiego „Rataje-74”. Tym razem eksponowano 18 rzeźb wybranych z licznie zgłoszonych prac. Zgodnie z przyjętym trybem ostateczny wybór należał do Zarządu Spółdzielni. Plonem dalszej współpracy plastyków ze spółdzielcami były kolejne rzeźby na osiedlach ratajskich: „Dziewczynka z misiem” Zofii Ulatowskiej-Gosławskiej, zrealizowana w 1976 na os. Bohaterów II Wojny Światowej, oraz „Pływaczka” Józefa Kopczyńskiego zrealizowana w 1977 na os. Piastowskim.
We wrześniu 1978 Zarząd Spółdzielni Mieszkaniowej „Osiedle Młodych” po zapoznaniu się z ekspozycją miniatur rzeźb plenerowych podczas konkursu zorganizowanego w Galerii „Pod Lipami” na Winogradach otwartej 20 września 1978, zwrócił się do Zarządu Okręgu Poznańskiego ZPAP o zakupienie dla osiedli na Ratajach kolejnych wybranych rzeźb: „W tańcu” Krystyny Spisak-Madejczyk, „Lot” Jerzego Sobocińskiego i „Rodzina” Heleny Ertel-Jakubowskiej. W marcu 1979 zgodnie z ówczesną procedurą formalną, spółdzielnia zleciła za pośrednictwem Pracowni Sztuk Plastycznych – Oddział w Poznaniu wykonanie prac wymienionym autorom. Dwie pierwsze rzeźby zrealizowano w latach 1979 „W tańcu” i 1981 „Lot” na os. Rzeczypospolitej, natomiast ostatnią pracę, „Rodzina” ustawiono w 1981 na os. Lecha. 
W maju 1979, z okazji Międzynarodowego Roku Dziecka, Spółdzielnia Mieszkaniowa „Osiedle Młodych” zleciła za pośrednictwem Pracowni Sztuk Plastycznych – Oddział w Poznaniu zespołowi rzeźbiarzy w składzie: Anna Krzymańska, Benedykt Kasznia, Józef Kaliszan, Zuzanna Pawlicka, Józef Petruk, Jerzy Sobociński i Irena Woch, wykonanie 10 szt. „małych form rzeźbiarskich” na os. Lecha (tzw. Górny Taras Rataj).
Ich lokalizacje były koordynowane przez Jerzego Schmidta, który zaprojektował ciąg rzeźb wzdłuż jednej alei pomiędzy blokiem mieszkalnym i budynkiem szkoły na os. Lecha. Niestety, nie zrealizowano wszystkich planowanych rzeźb. Ostatecznie więc w „alei rzeźb” postawiono po jednej stronie (wzdłuż bloku) „Małego Dżokeja” Benedykta Kaszni, „Podróż” Anny Krzymańskiej, „Misie” Józefa Kaliszana oraz „Tańczące” Zuzanny Pawlickiej, a po drugiej stronie „Zabawę w teatr” Jerzego Sobocińskiego. Nie została zrealizowana rzeźba Józefa Petruka „Chłopiec z kogutem” (planowana w sztucznym kamieniu o wysokości 350 cm, jest w posiadaniu autora w formie negatywu gipsowego) oraz „Fontanna” Ireny Woch (kompozycja złożona z trzech fok, w kamieniu naturalnym) i następna propozycja tej autorki „Słoń”.

## Dziewczynka z misiem
Autorem rzeźby „Dziewczynka z misiem” jest Zofia Ulatowska-Gosławska. Usytuowana na os. Bohaterów II Wojny Światowej. Ustawiona w 1976. Wykonana z betonu, wysokość 157 cm.

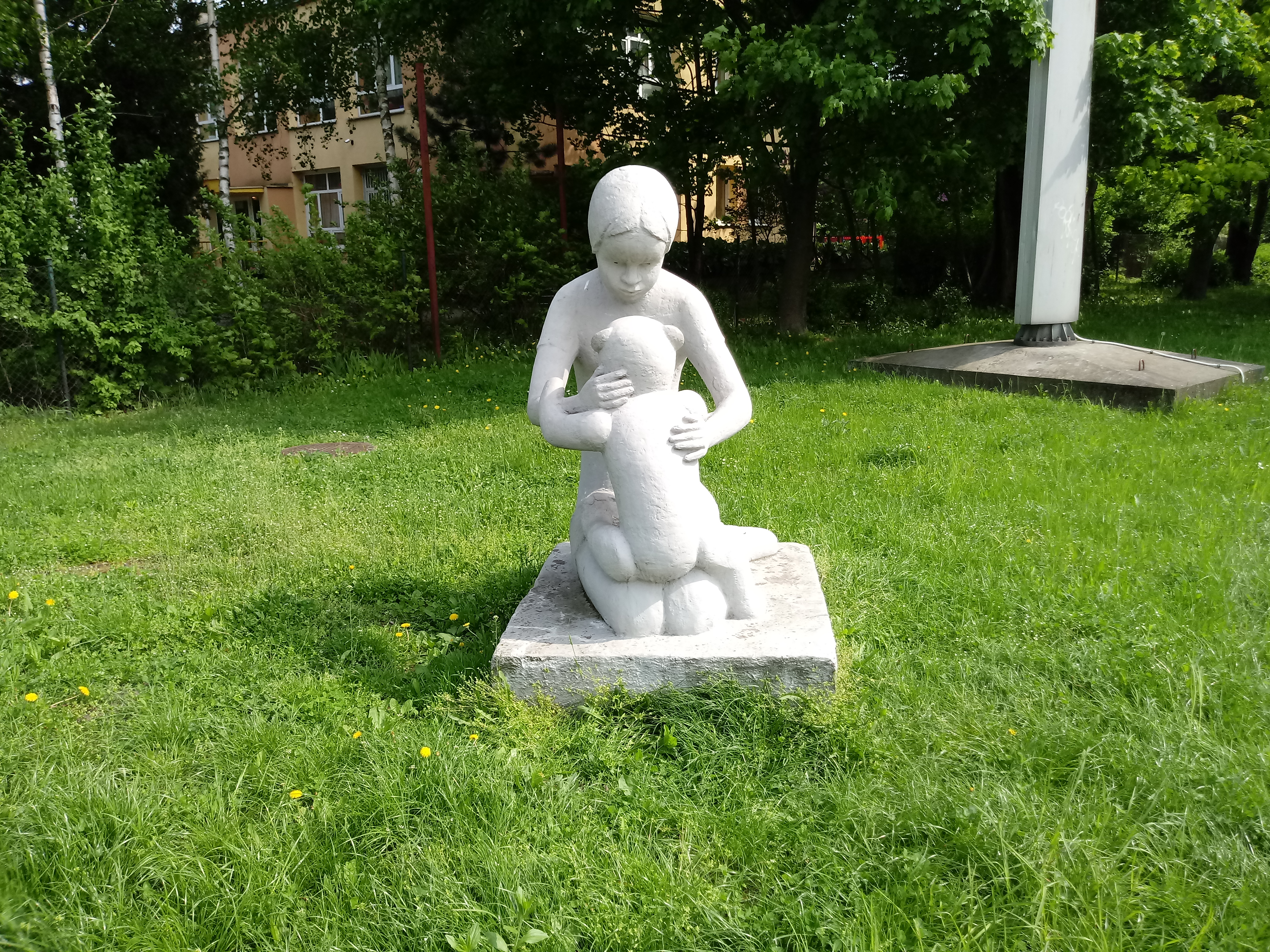
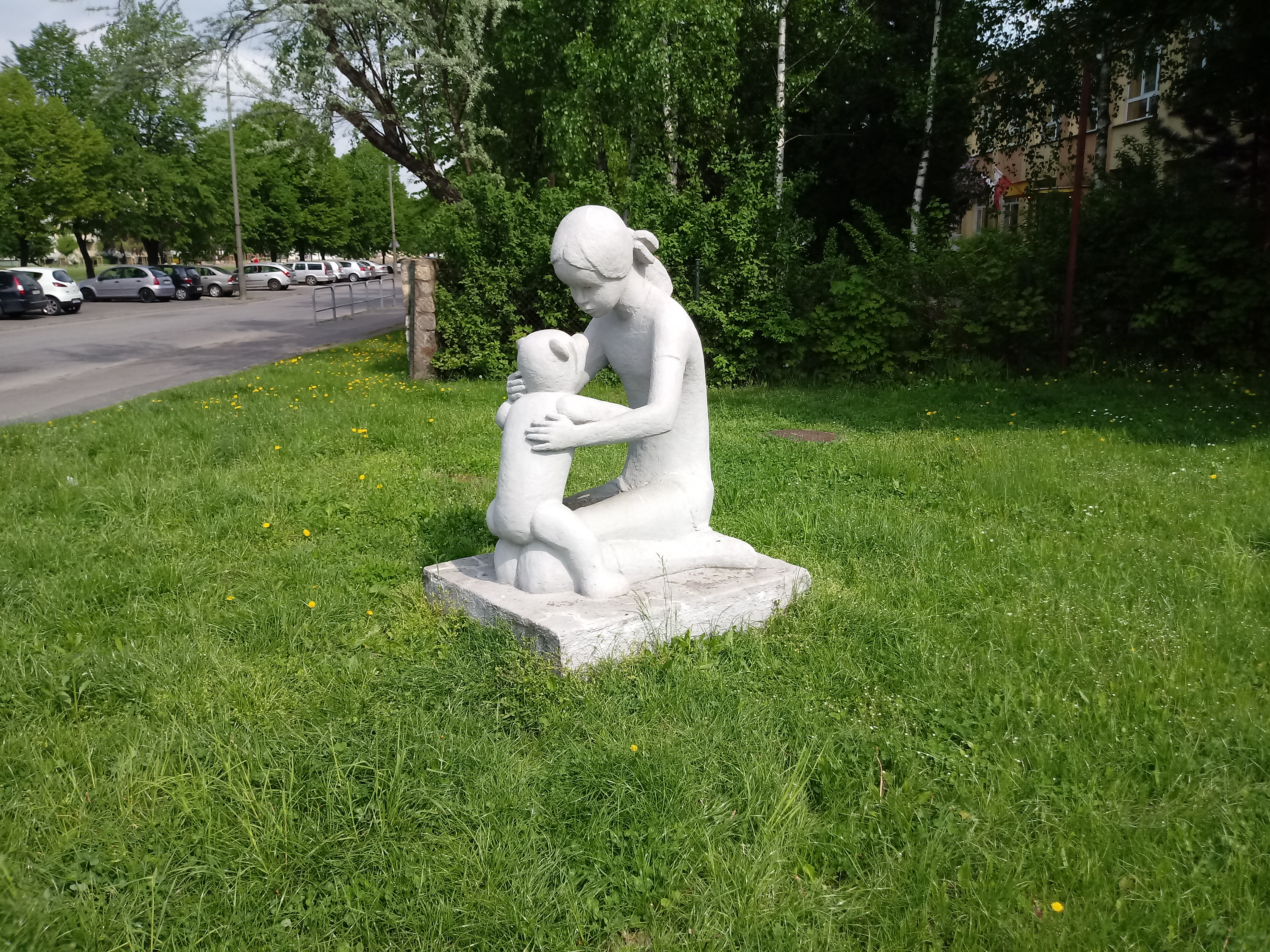

Na mapach: 52°23′02,53″N 16°56′50,34″E/52,384036 16,947317

## Kompozycja - otwieranie
Autorem rzeźby „Kompozycja-otwieranie” jest Zuzanna Pawlicka. Usytuowana na os. Piastowskim. Ustawiona w 1975. Wykonana z białego cementu.

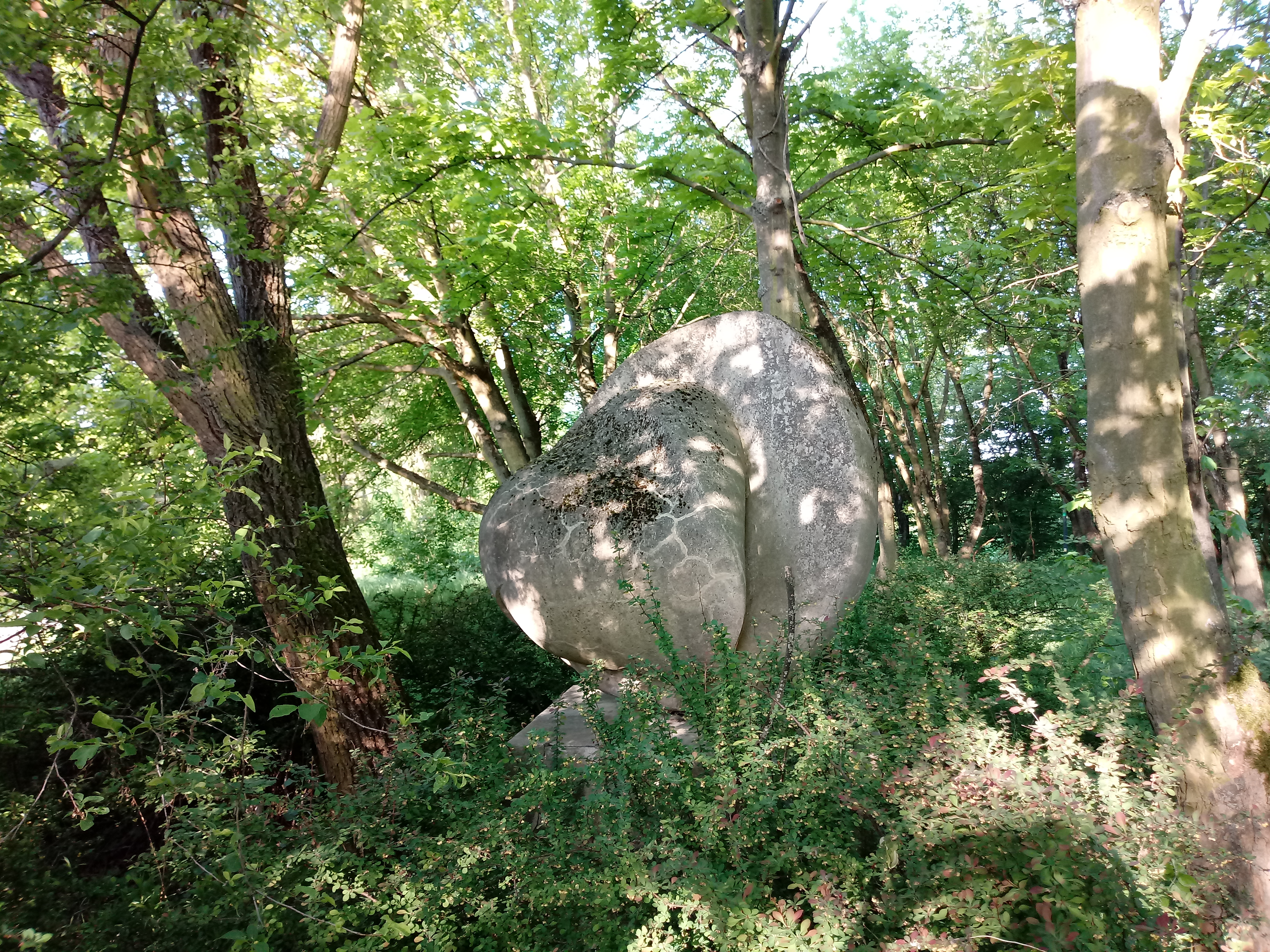
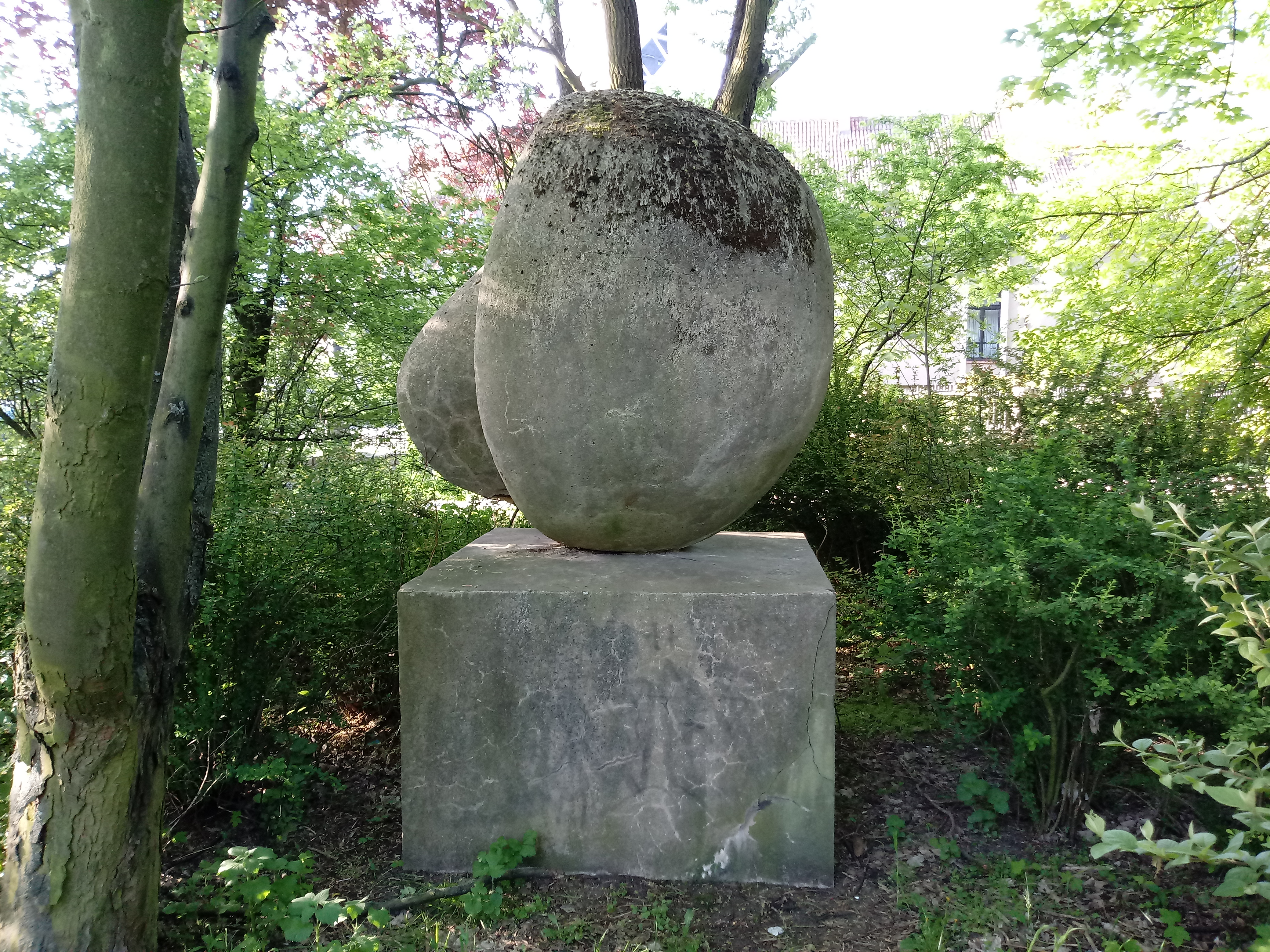

Na mapach: 52°23′24,96″N 16°56′32,19″E/52,390267 16,942275

## Lot
Autorem rzeźby „Lot” jest Jerzy Sobociński. Usytuowana na os. Rzeczypospolitej. Ustawiona w 1981. Wykonana ze sztucznego kamienia, wysokość 350 cm.

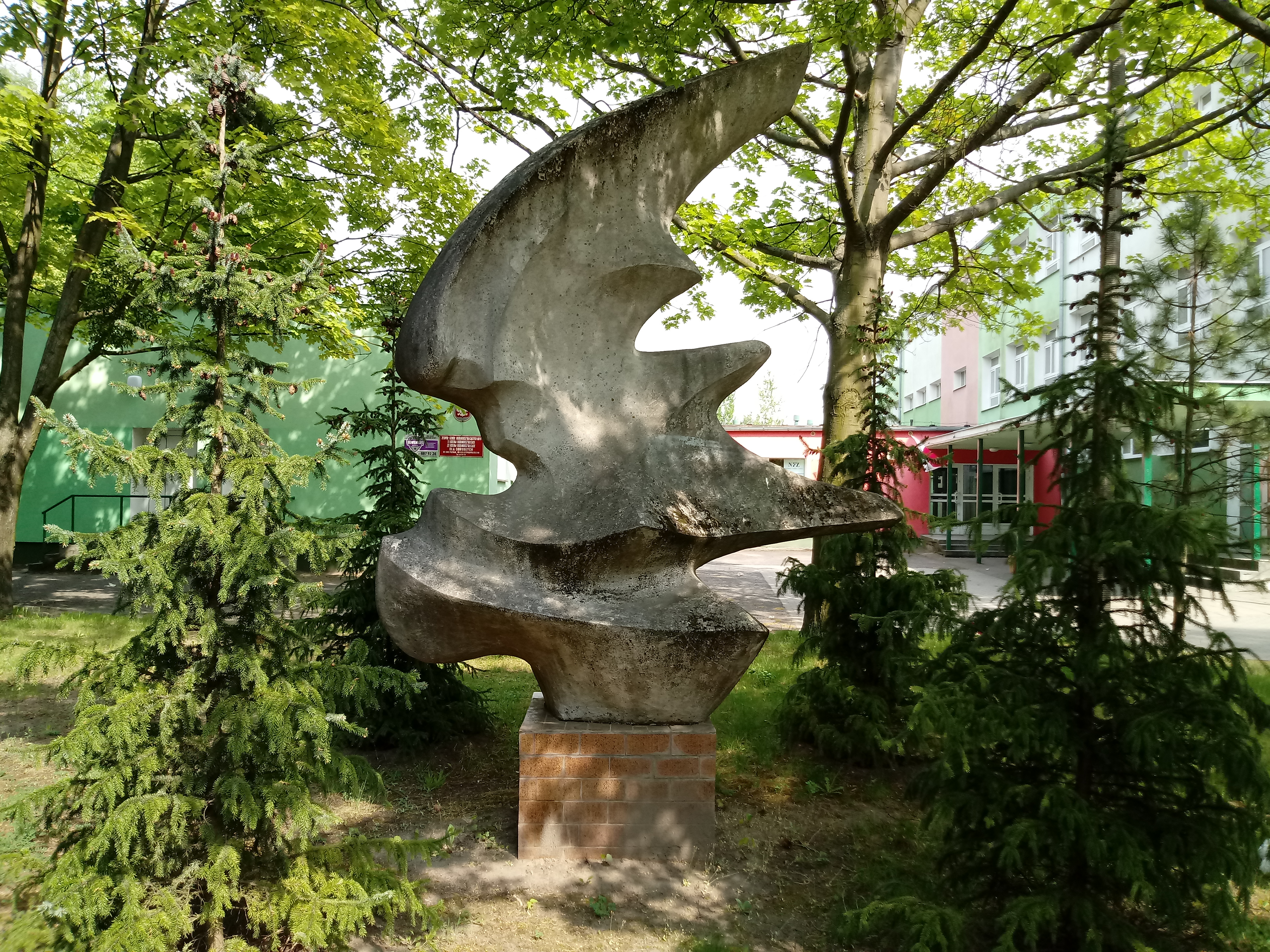
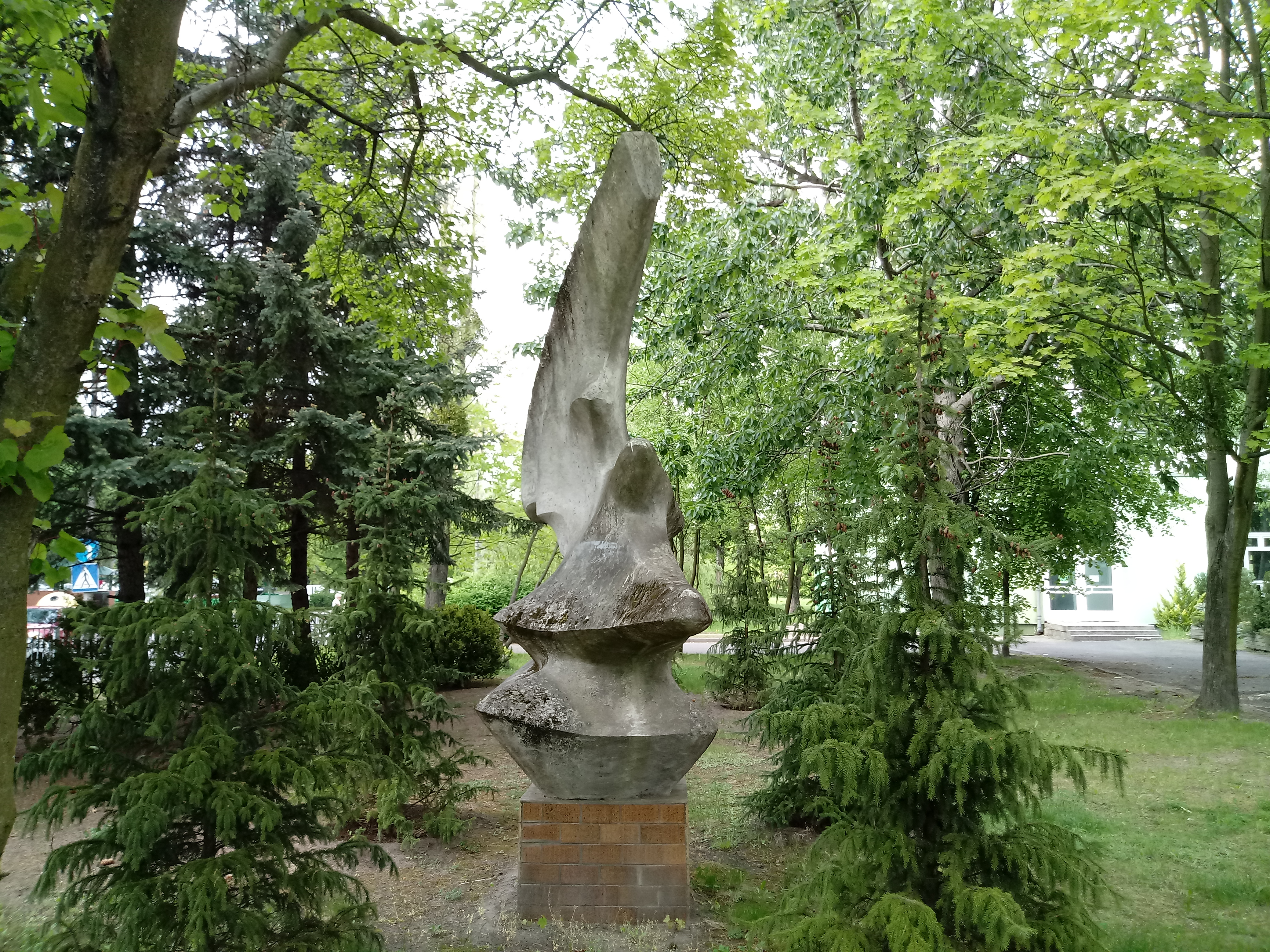

Na mapach: 52°23′10,57″N 16°57′04,40″E/52,386269 16,951222

## Łucznik
Autorem rzeźby „Łucznik” jest Benedykt Kasznia. Usytuowana na os. Piastowskim. Ustawiona w 1972. Wykonana z kolorowego betonu, wysokość 280 cm. Obecnie nieistniejąca, rzeźba zaginęła.

## Mały Dżokej
Autorem rzeźby „Mały Dżokej” jest Benedykt Kasznia. Usytuowana na os. Lecha. Ustawiona w 1979. Wykonana z tworzywa sztucznego.

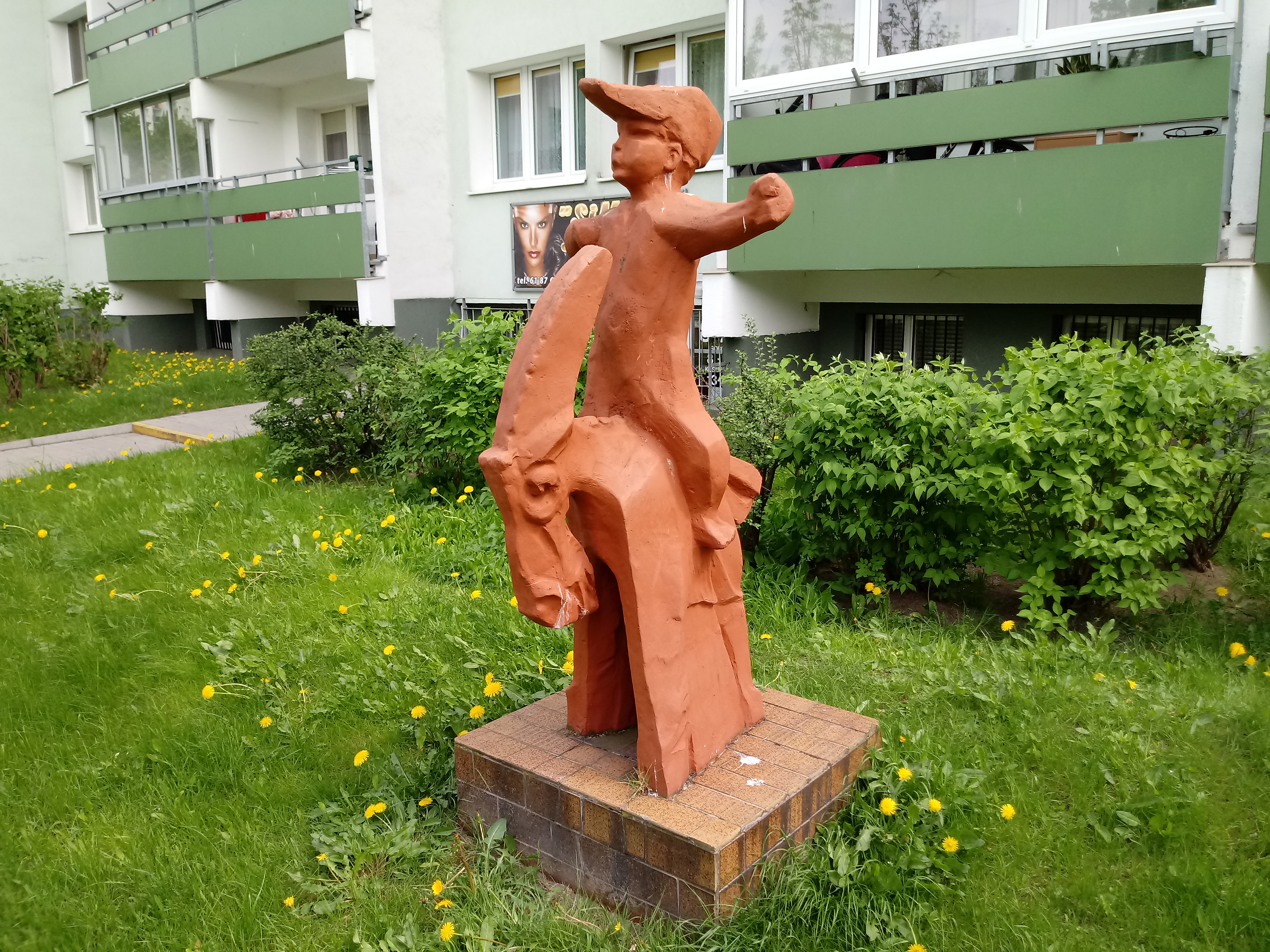
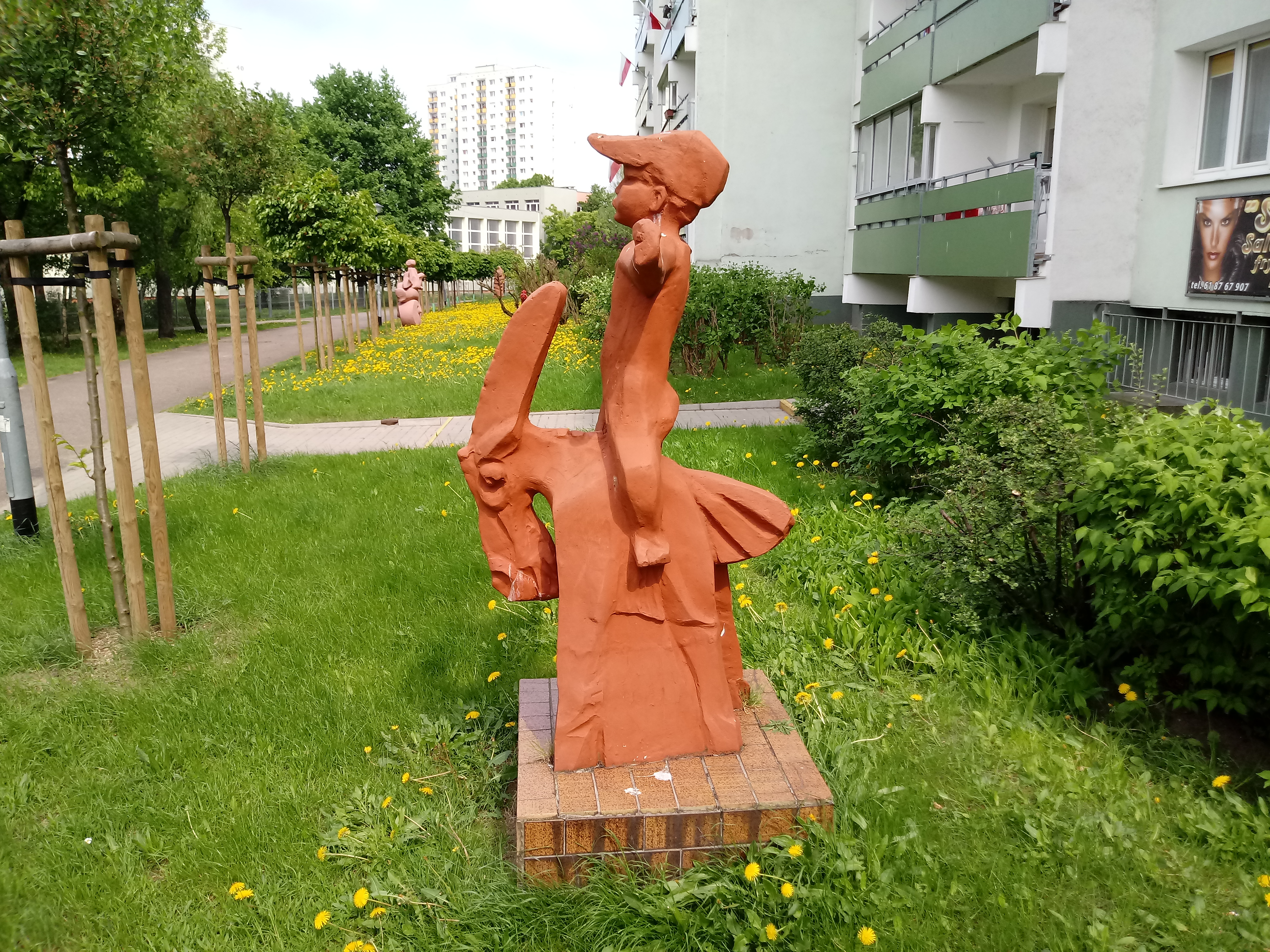

Na mapach: 52°23′21,74″N 16°58′14,37″E/52,389372 16,970658

## Misie
Autorem rzeźby „Misie” jest Józef Kaliszan. Usytuowana na os. Lecha. Ustawiona w 1979. Wykonana ze sztucznego kamienia.

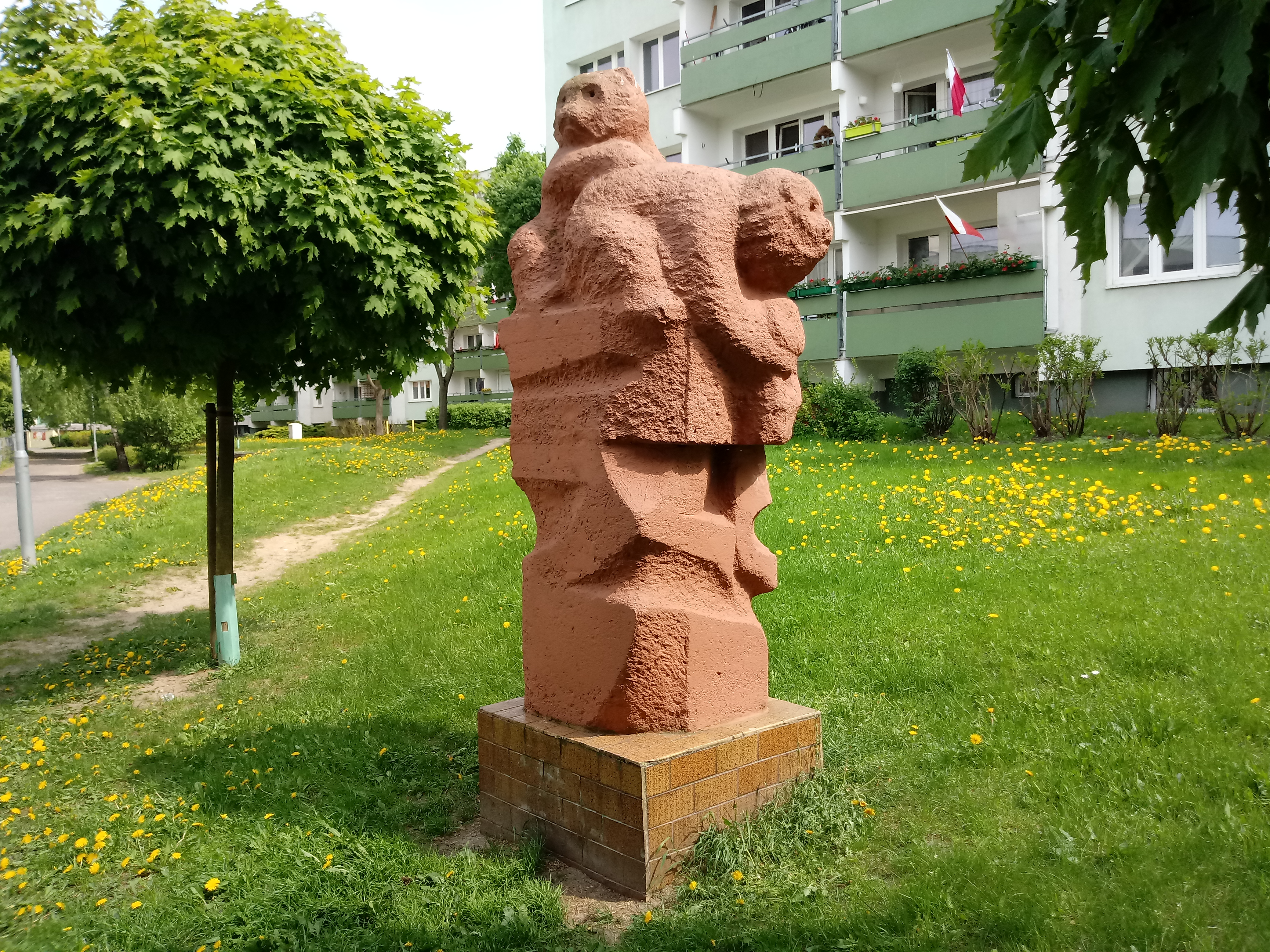
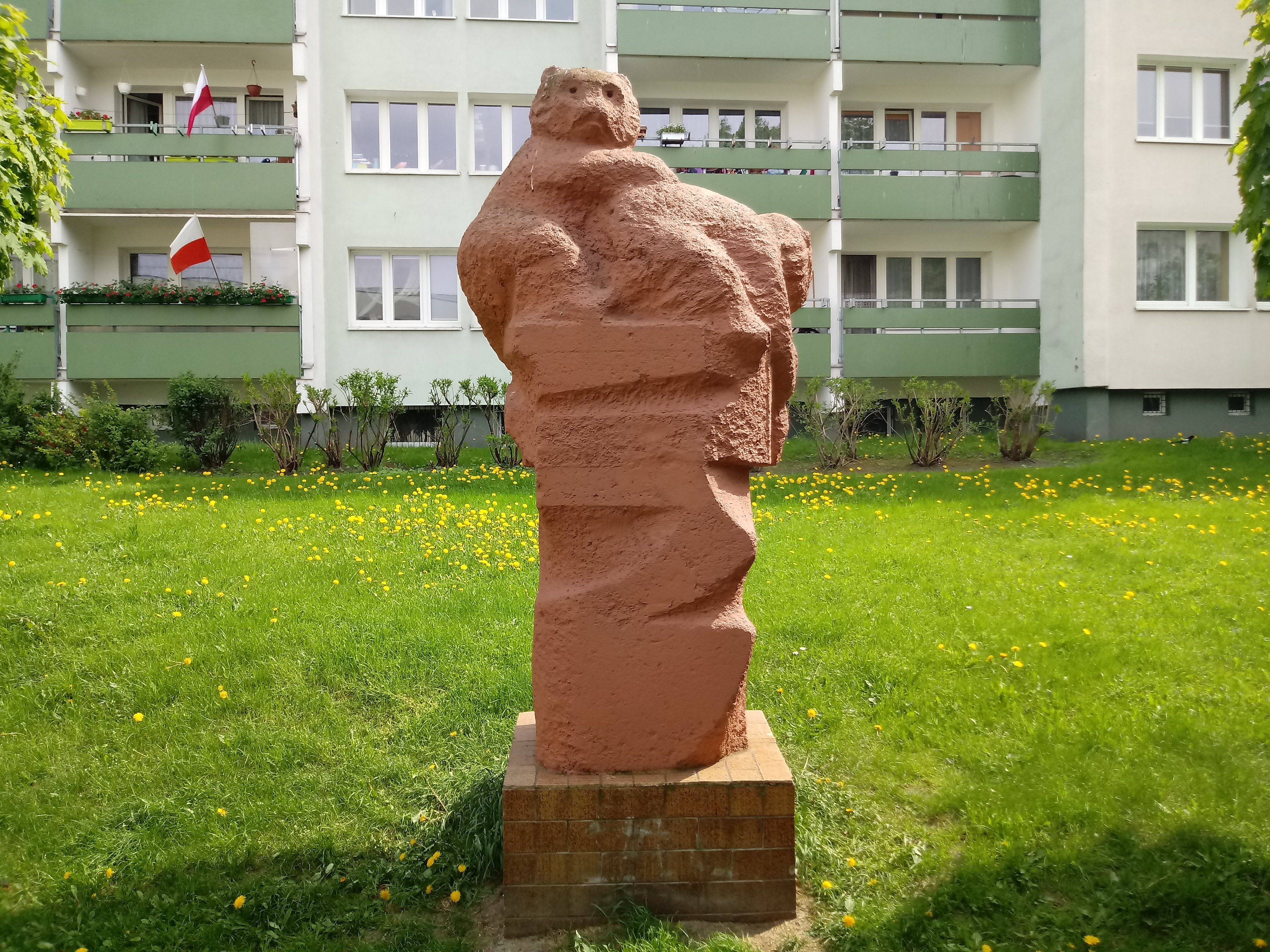

Na mapach: 52°23′23,47″N 16°58′17,66″E/52,389853 16,971572

## Pływaczka
Autorem rzeźby „Pływaczka” jest Józef Kopczyński. Usytuowana na os. Piastowskim. Ustawiona w 1977. Wykonana z brązu. Obecnie nieistniejąca, została skradziona w 2016.

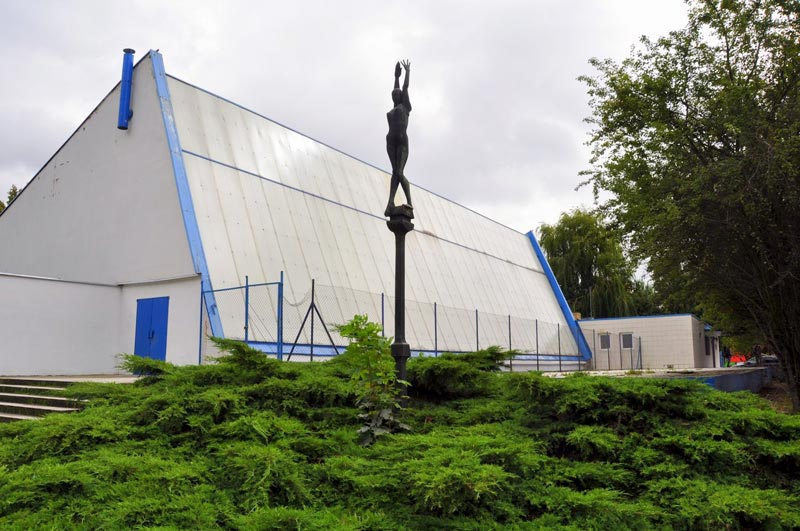
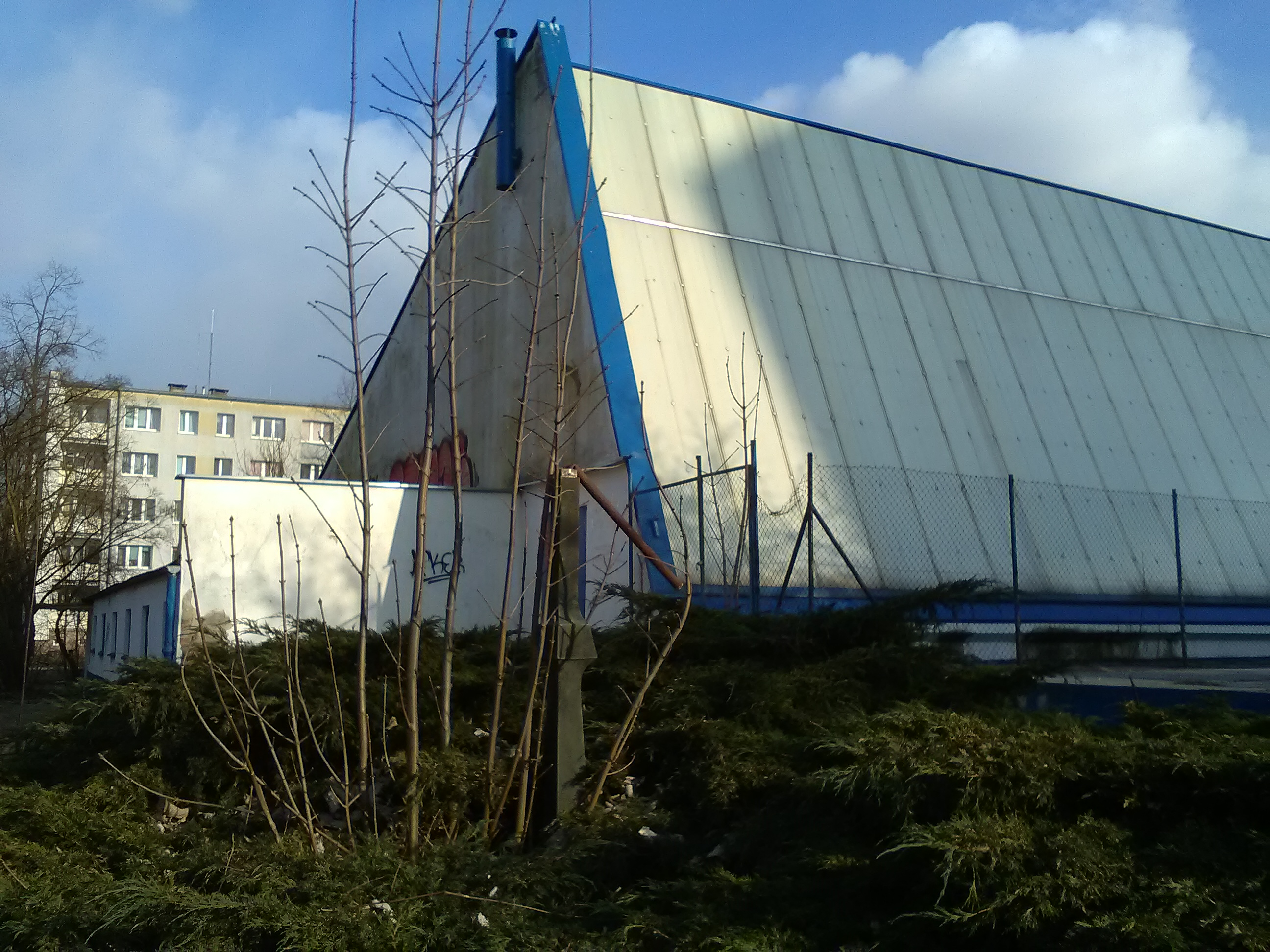

## Podróż (Podróż na ślimaku)
Autorem rzeźby „Podróż” („Podroż na ślimaku”) jest Anna Krzymańska. Usytuowana na os. Lecha. Ustawiona w 1979. Wykonana z betonu.

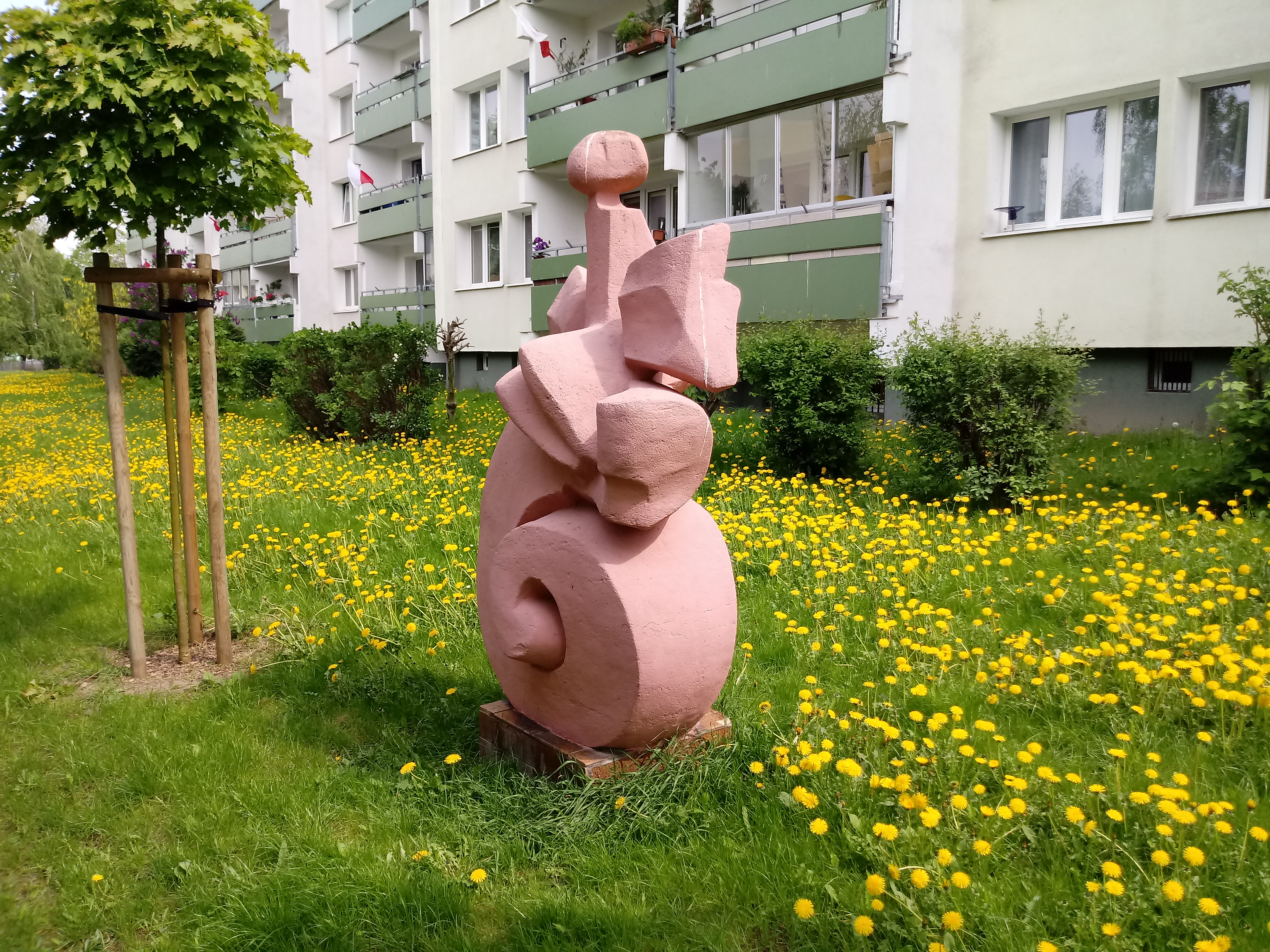
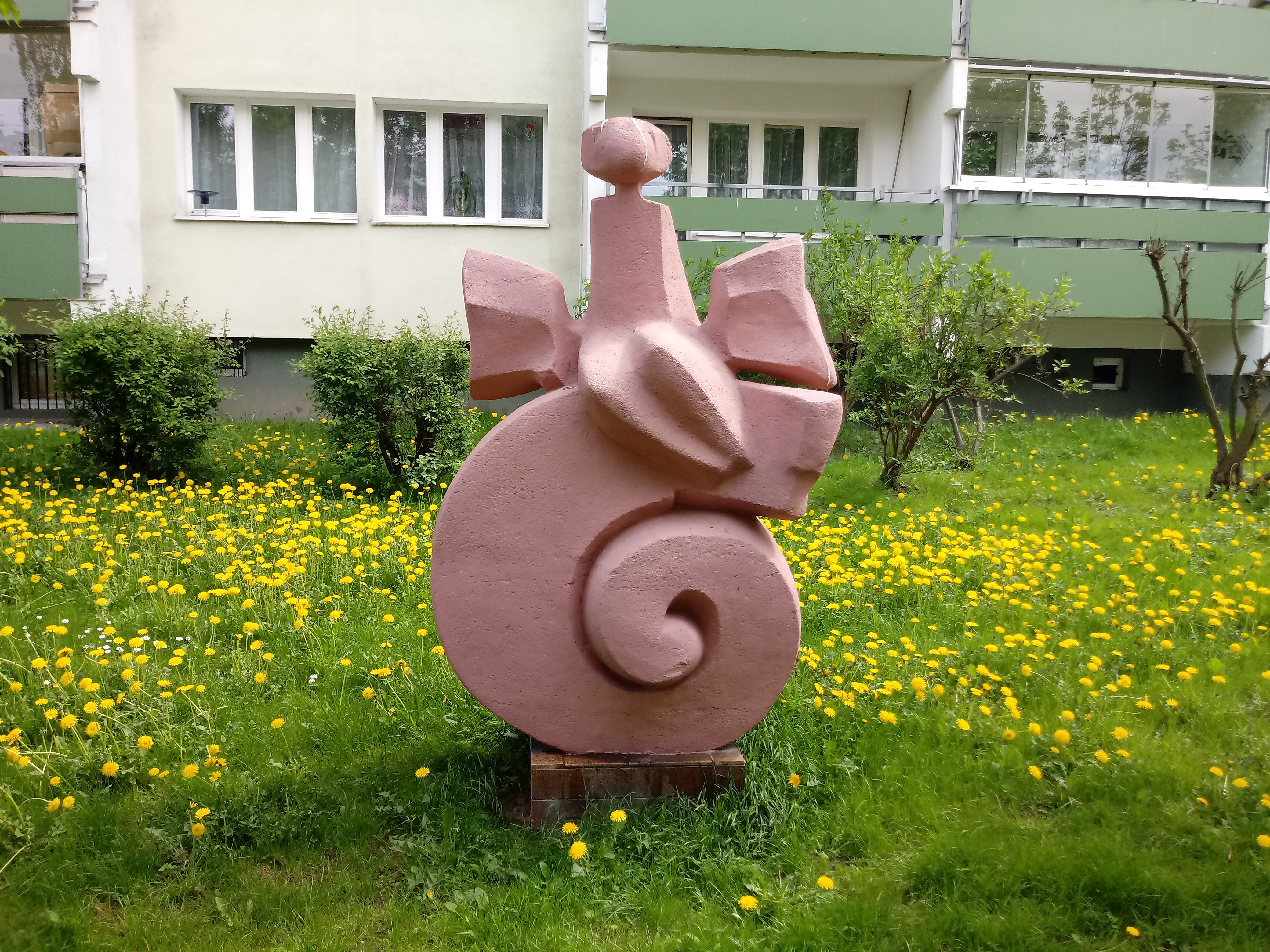

Na mapach: 52°23′23,34″N 16°58′20,28″E/52,389817 16,972300

## Pokój
Autorem rzeźby „Pokój” jest Czesław Woźniak. Usytuowana na os. Jagiellońskim. Ustawiona w 1974. Wysokość 250 cm.

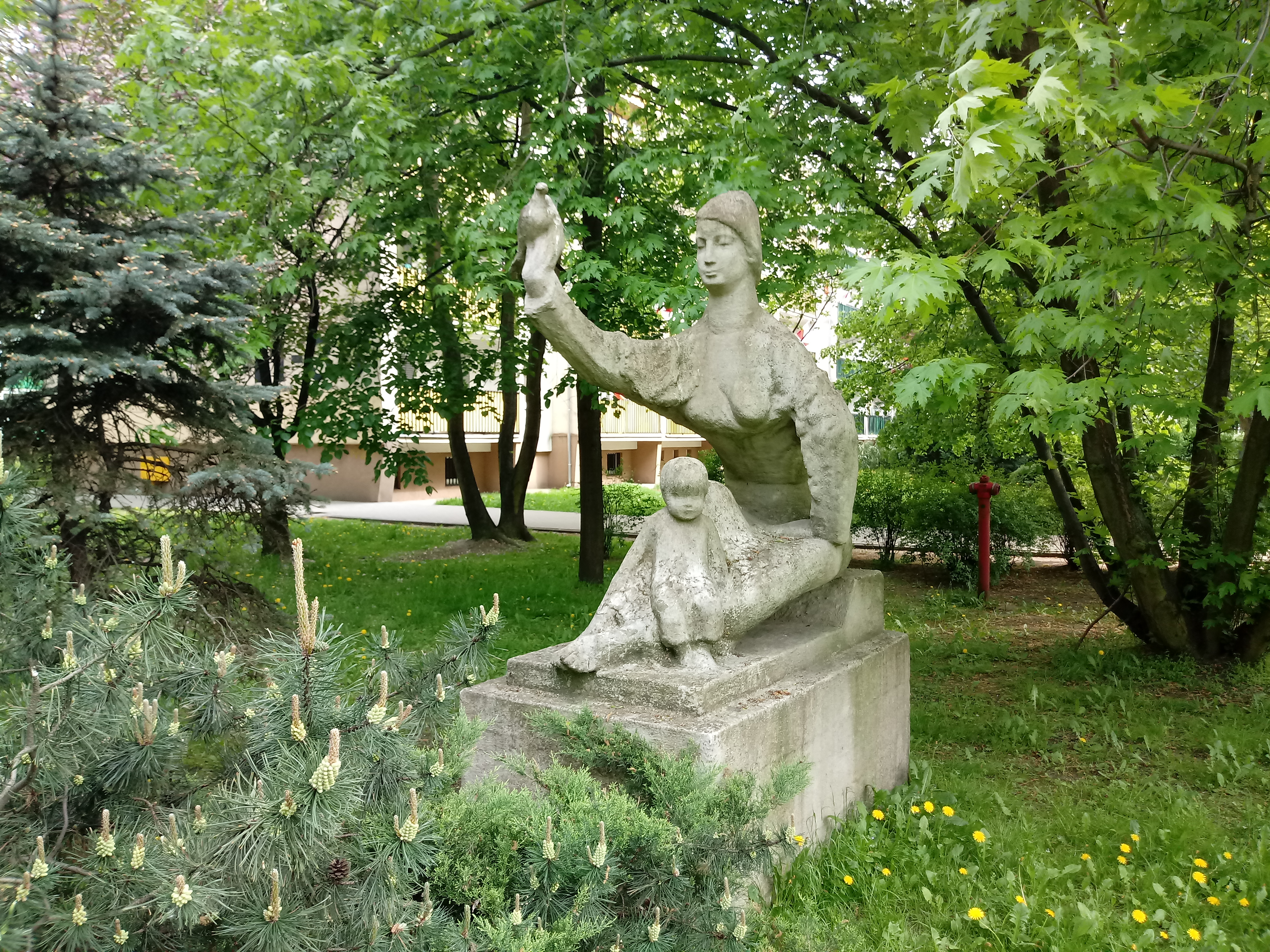
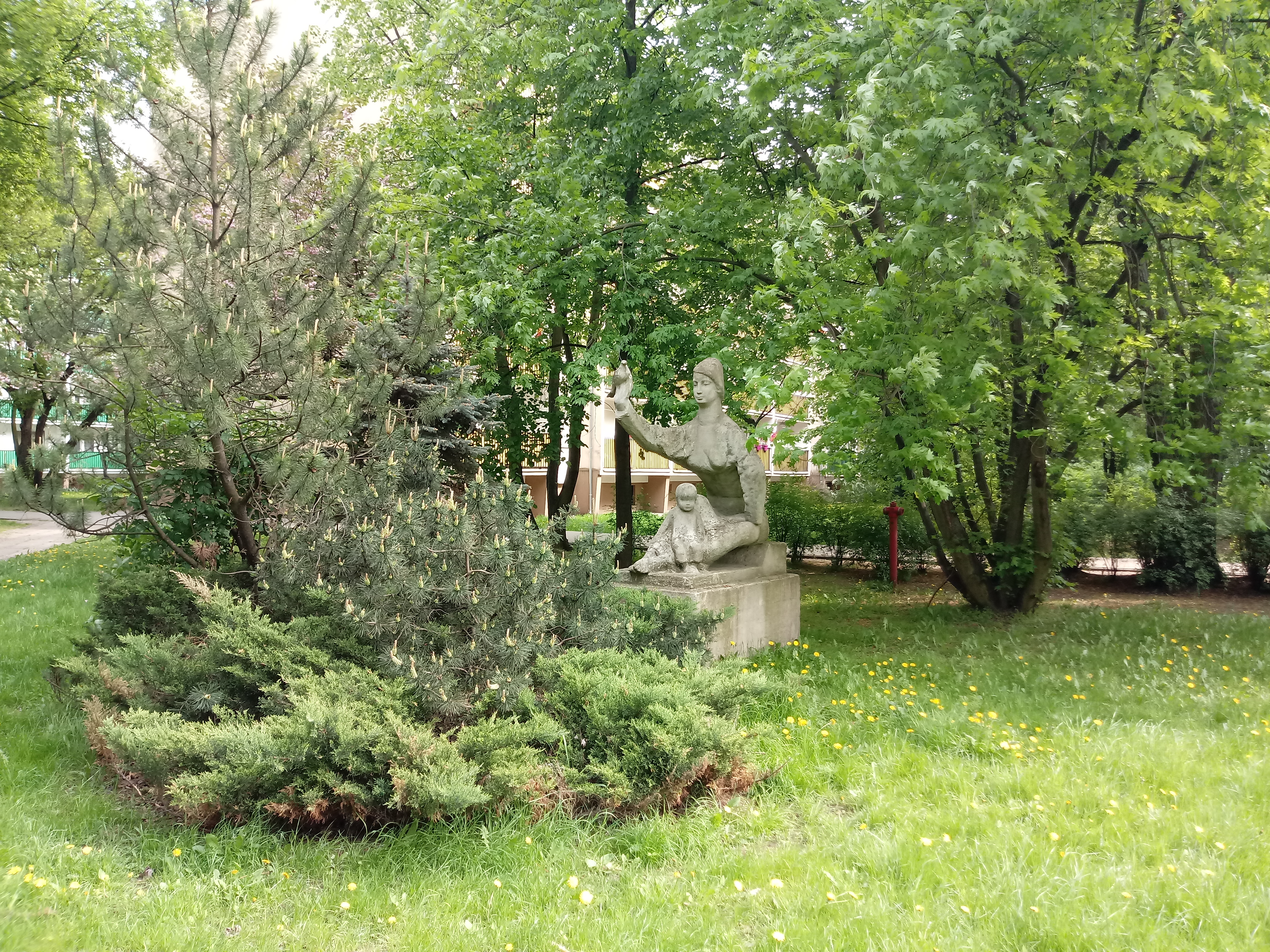

Na mapach: 52°23′32,42″N 16°56′56,92″E/52,392339 16,949144

## Rodzina
Autorem rzeźby „Rodzina” jest Helena Ertel-Jakubowska. Usytuowana na os. Lecha. Ustawiona w 1981.

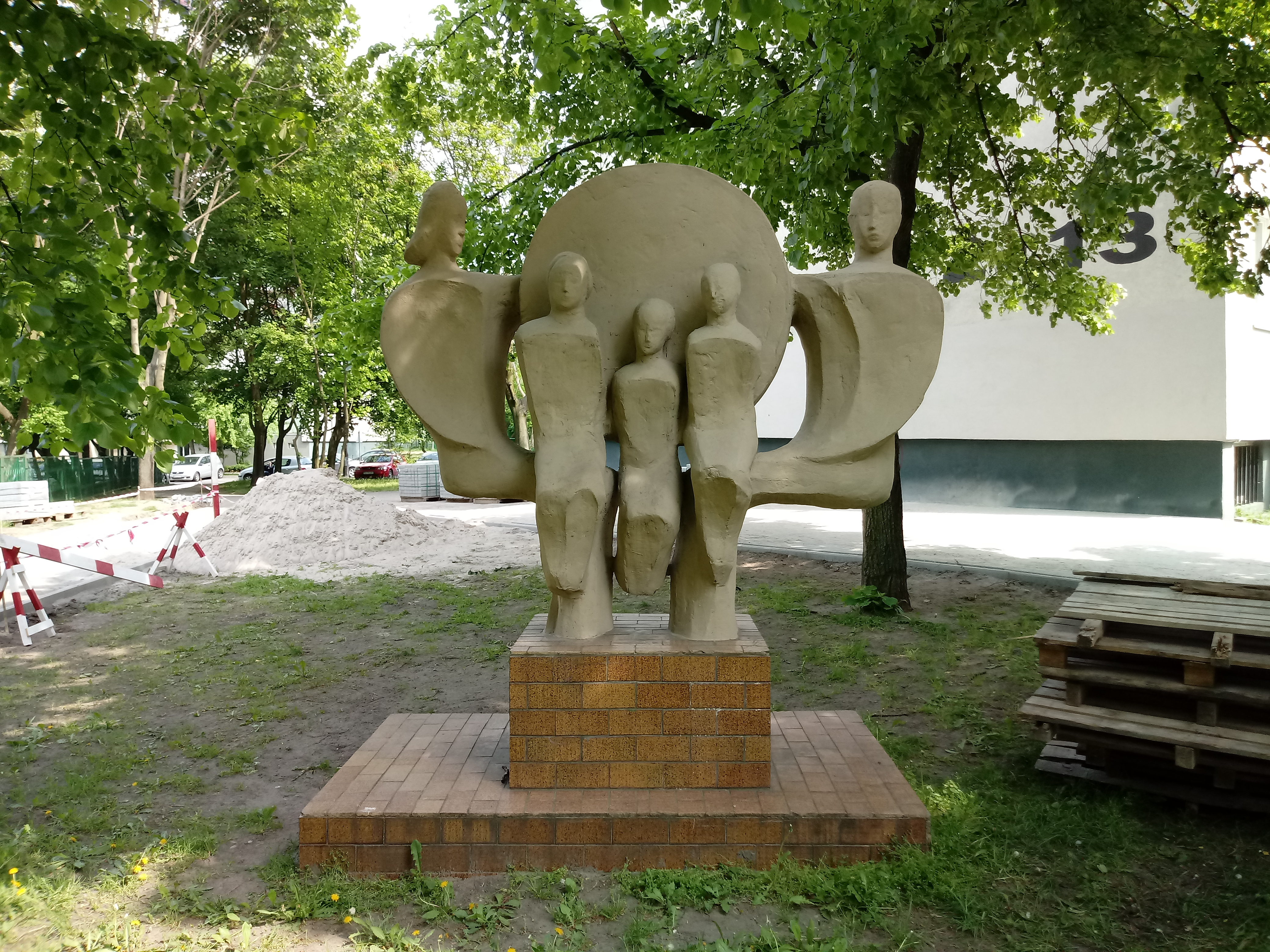
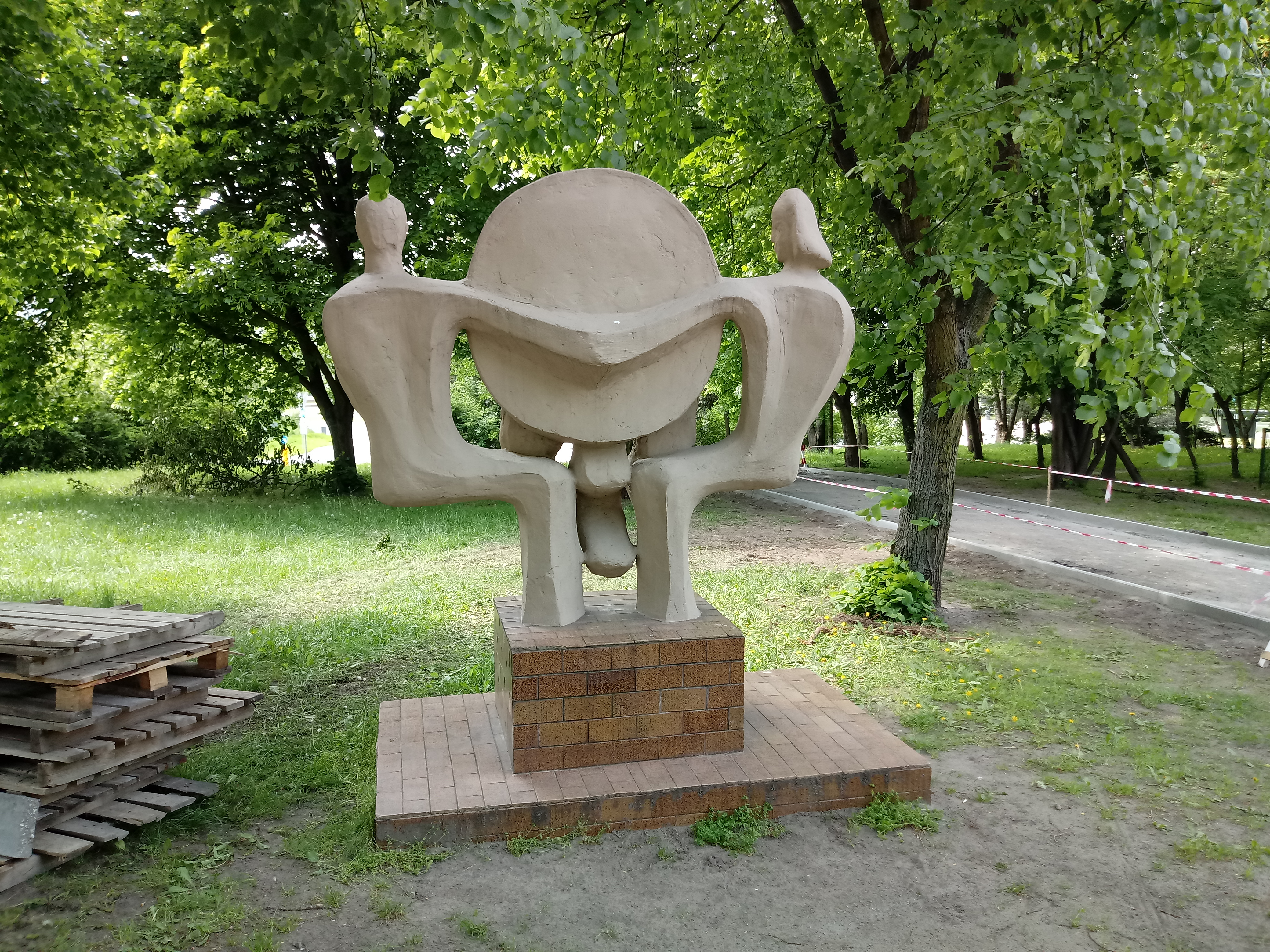

Na mapach: 52°23′23,74″N 16°58′06,00″E/52,389928 16,968333

## Spotkanie (Duet)
Autorem rzeźby „Spotkanie” („Duet”) jest Irena Woch. Usytuowana na os. Bohaterów II Wojny Światowej. Ustawiona w 1976. Wykonana z kamionki, wysokość 360 cm. Obecnie nieistniejąca, niezachowana.

## Tańczące
Autorem rzeźby „Tańczące” jest Zuzanna Pawlicka. Usytuowana na os. Lecha. Ustawiona w 1979. Wykonana z betonu. Obecnie nieistniejąca, niezachowana.

## W przestrzeni
Autorem rzeźby „W przestrzeni” jest Anna Krzymańska. Usytuowana na os. Jagiellońskim. Ustawiona w 1973. Wykonana z betonu, wysokość 300 cm.

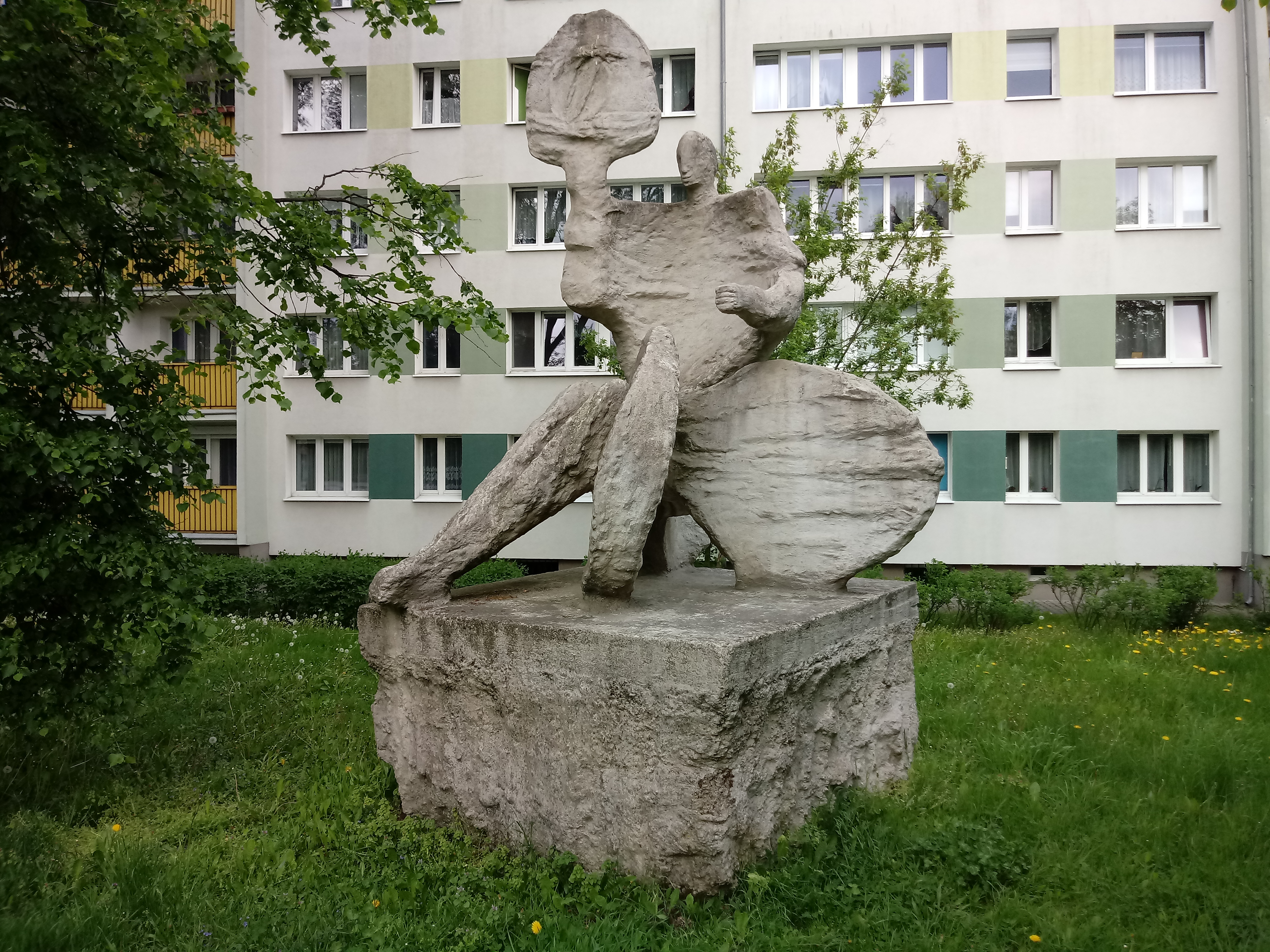
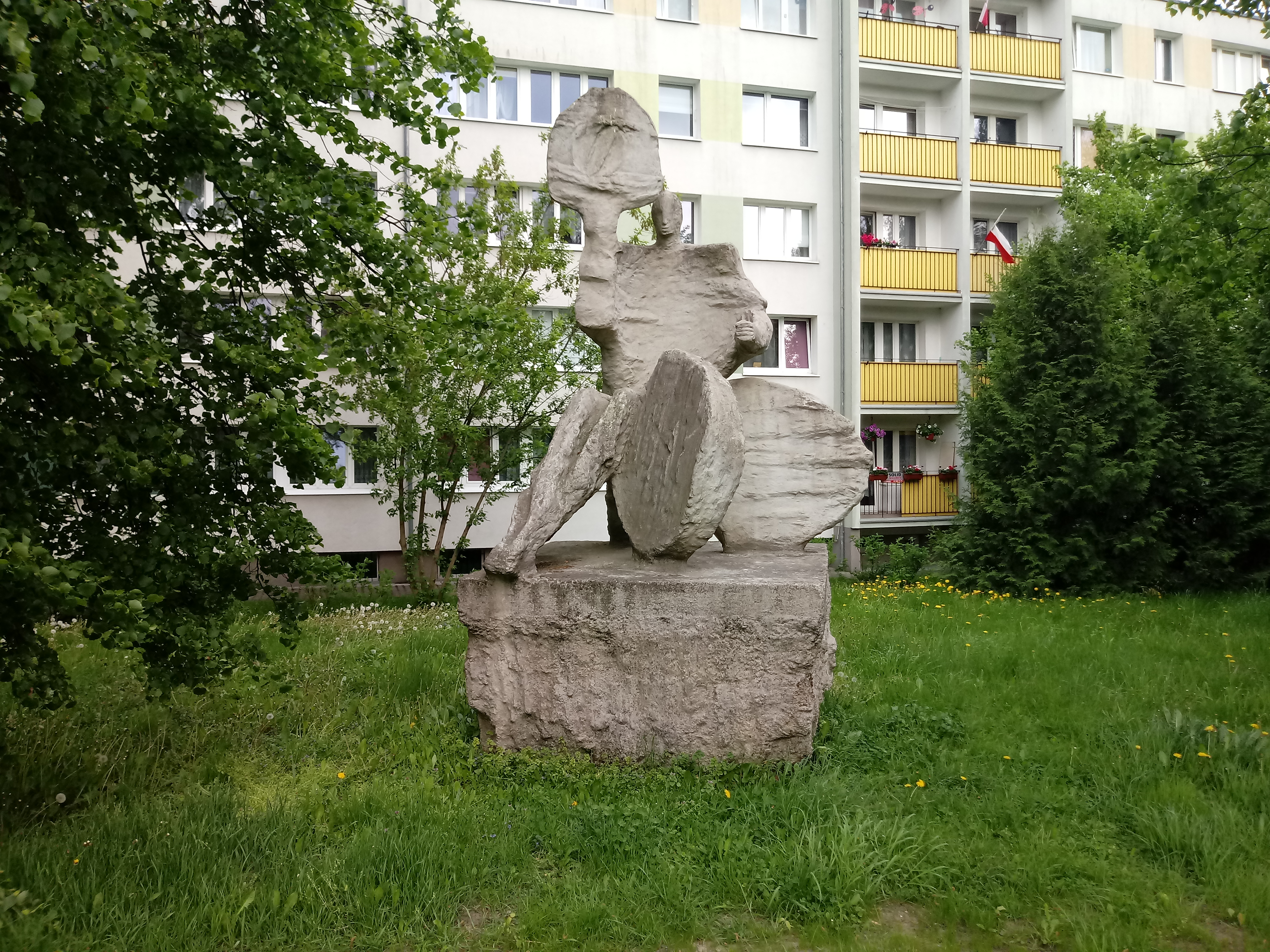

Na mapach: 52°23′23,83″N 16°56′51,78″E/52,389953 16,947717

## W tańcu
Autorem rzeźby „W tańcu” jest Krystyna Spisak-Madejczyk. Usytuowana na os. Rzeczypospolitej. Ustawiona w 1979. 

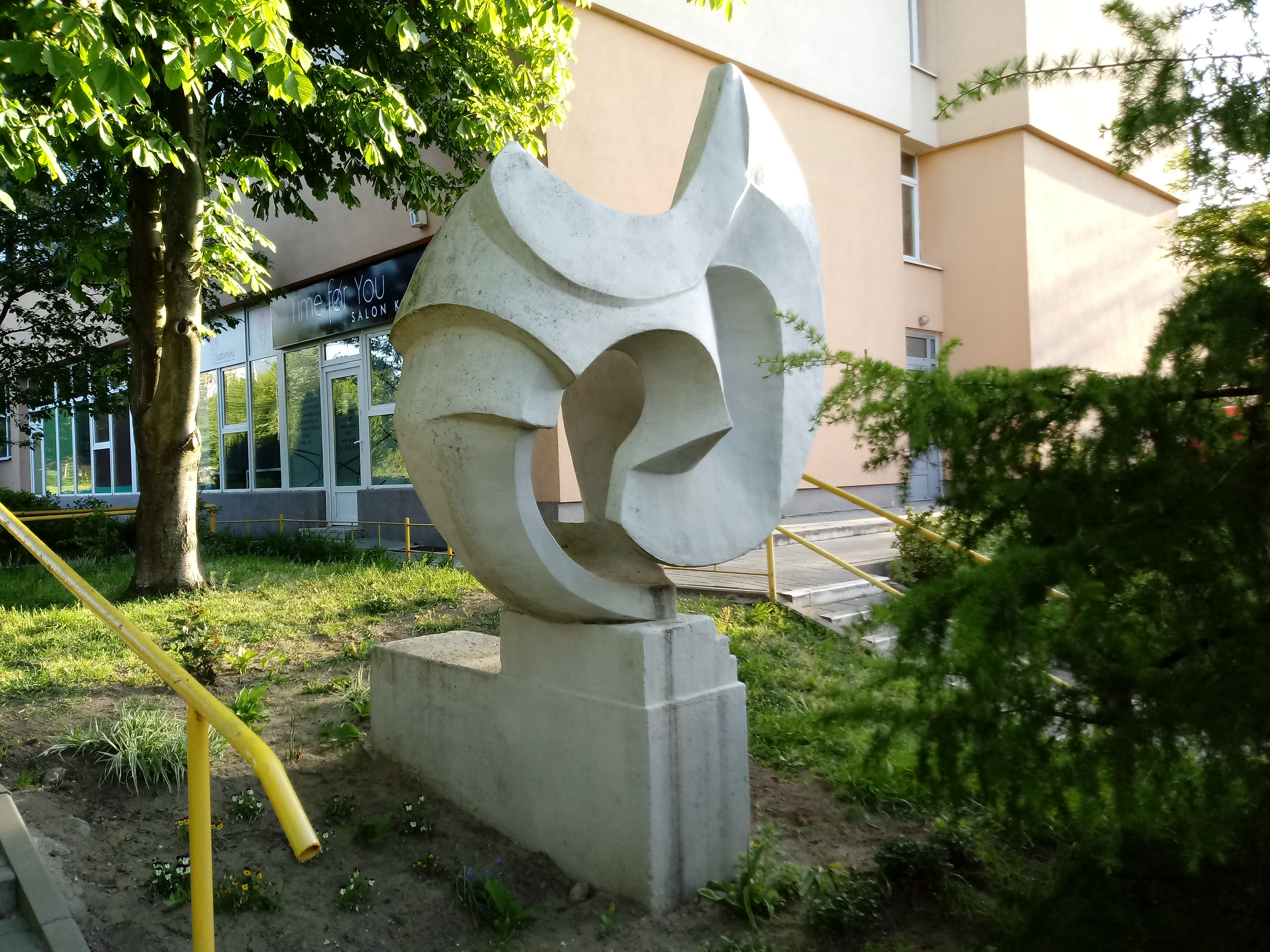
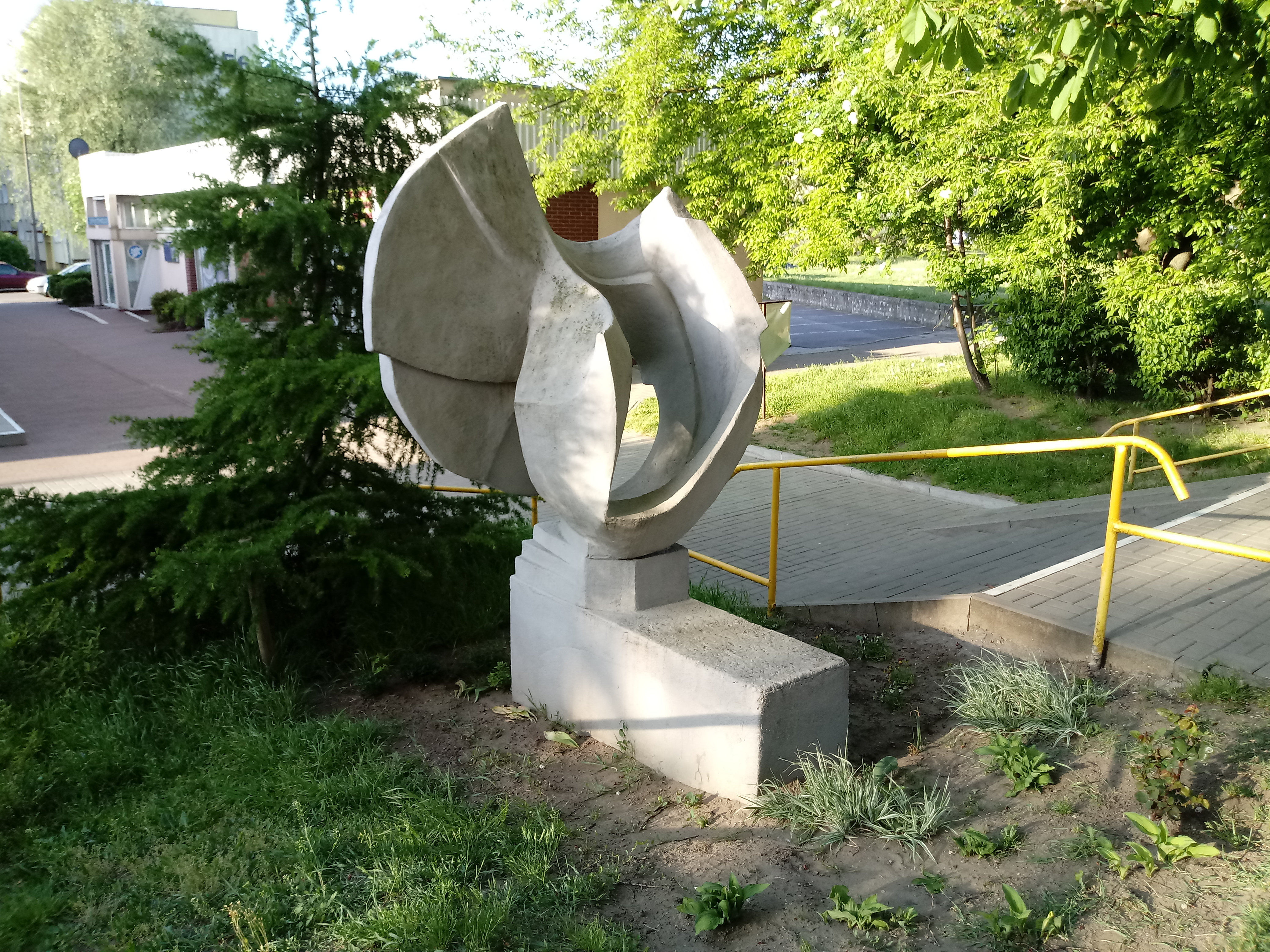

Na mapach: 52°23′11,86″N 16°56′46,90″E/52,386628 16,946361

## Zabawa w teatr
Autorem rzeźby „Zabawa w teatr” jest Jerzy Sobociński. Usytuowana na os. Lecha. Ustawiona w 1979. Wykonana ze sztucznego kamienia.

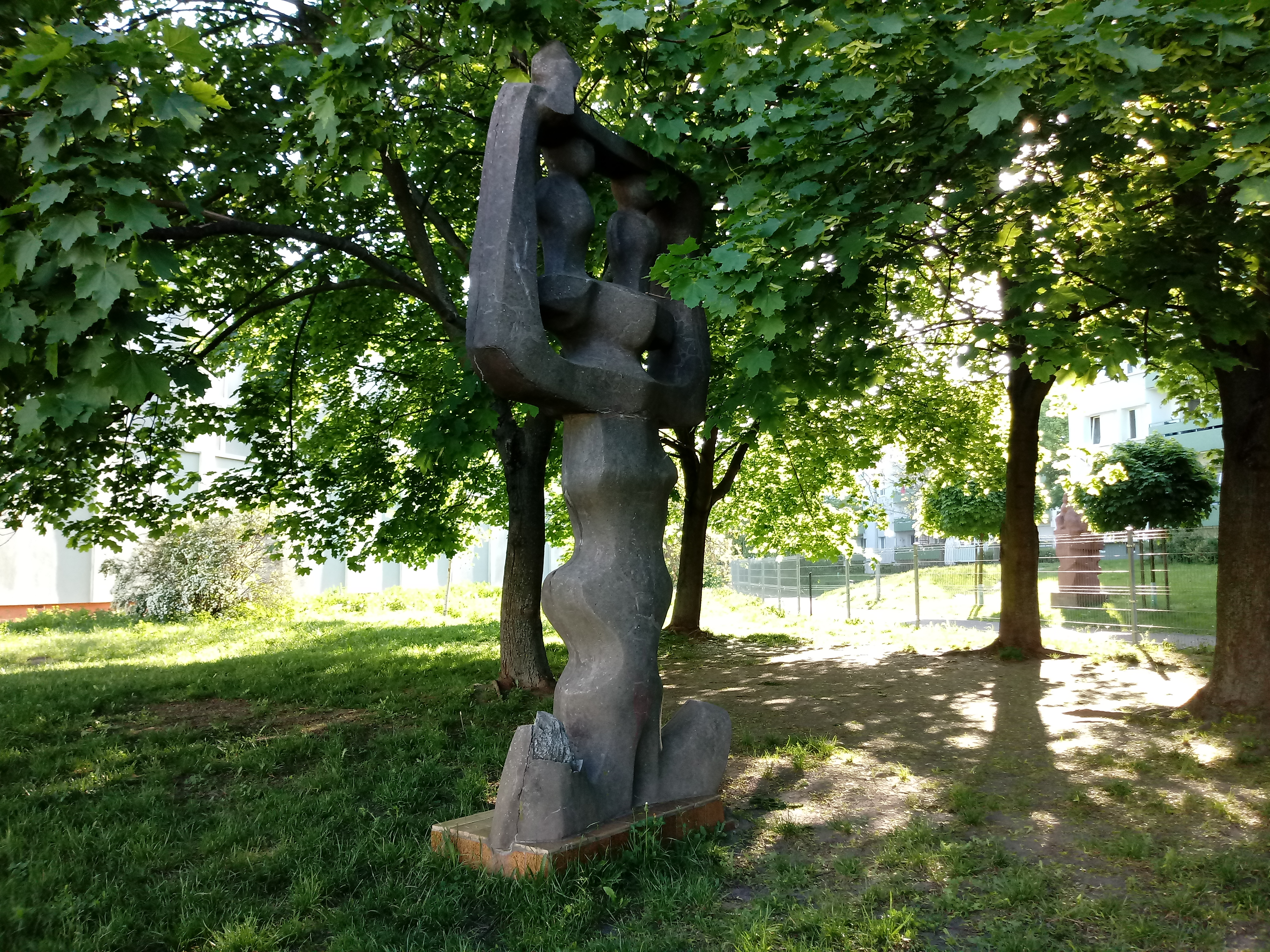
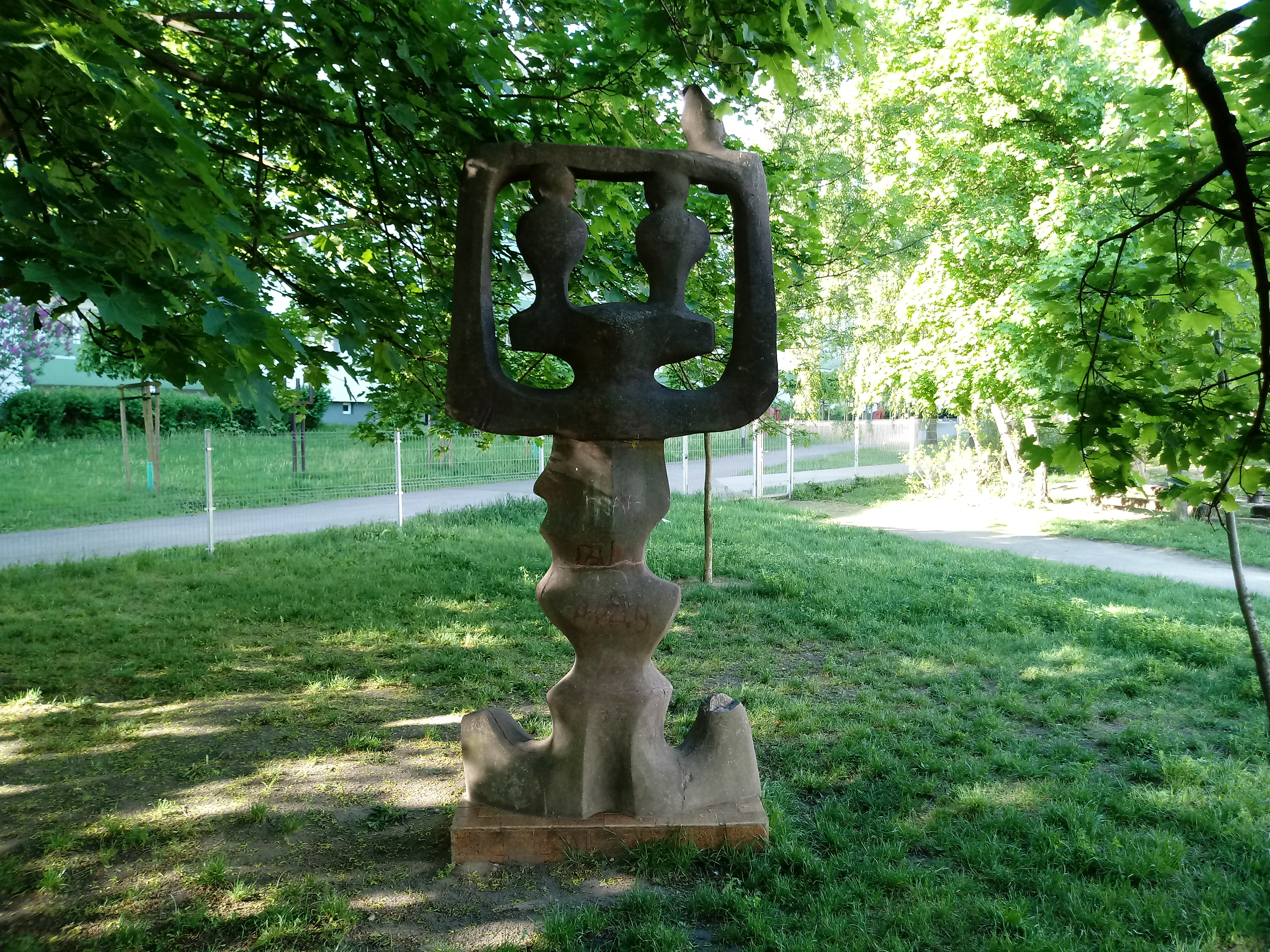

Na mapach: 52°23′23,47″N 16°58′16,43″E/52,389853 16,971231

## Zabawy
Autorem rzeźby „Zabawy” jest Jerzy Sobociński. Usytuowana na os. Piastowskim. Ustawiona w 1972. Wykonana ze sztucznego kamienia, wysokość 230 cm. Obecnie nieistniejąca, uległa zniszczeniu.